# Résolution 36 du Conseil de sécurité des Nations unies
Membres permanents
- Chine
- États-Unis
- France
- Royaume-Uni
- URSS

Membres non permanents
- Australie
- Belgique
- Brésil
- Colombie
- Pologne
- Syrie

Résolution no 35 Résolution no 37
La résolution 36 est une résolution du Conseil de sécurité de l'ONU qui a été votée le 1er novembre 1947 concernant la question indonésienne et qui :
- invite les parties à étudier tous moyens pour mettre en œuvre le cessez-le-feu,
- prie la commission de bons offices d'aider les parties,
- prie la commission consulaire de mettre ses moyens à la disposition de la commission des bons offices,
- fait connaitre aux parties intéressées que la résolution 27 du 1er août 1947 faisait interdiction d'utiliser les armes.
- invite les parties à conclure des accords selon la résolution 30 du 25 août 1947.

Le vote contre est celui de la Pologne.
Les abstentions sont celles de la Colombie, de la Syrie et de l'URSS.

## Texte
- Résolution 36 sur fr.wikisource.org
- Résolution 36 sur en.wikisource.org